# Alfie Allen
Alfie Evan Allen (Hammersmith, Londres, 12 de setembre de 1986) és un actor anglès conegut per fer de Theon Greyjoy a la sèrie de l'HBO Game of Thrones.

## Carrera professional
Va actuar a la pel·lícula Elisabet (1998), produïda per la seva pròpia mare. També a Agent Cody Banks 2: Destination London (2004), dirigida pel seu oncle Kevin, i a la pel·lícula Expiació (2007). Ha participat en el drama històric de la BBC One Casualty 1907. Va reemplaçar Daniel Radcliffe en l'obra Equus el 2008. Des del 2010 interpreta el paper d'en Theon Greyjoy a la sèrie Game of Thrones.

## Filmografia

### Cinema
- Elisabet (1998) - fill d'Arundel
- Agent Cody Banks 2: Destination London (2004) - Berkhamp
- Stoned (2005) - Harry
- Sixty Six (2006) - revendedor
- Cherries (2007) - James
- Expiació (2007) - Danny Hardman
- Les germanes Bolena (2008) - missatger reial
- Flashbacks of a Fool (2008) - Kevin Hubble
- Boogie Woogie (2009) - fotògraf
- Freestyle (2010) - Jez
- The Kid (2010) - Dominic
- SoulBoy (2010) - Russ Mountjoy
- Powder (2011)

### Televisió
- The Comic Strip Presents... (un episodi: «The Yob», 1988) - nen
- You Are Here (1998) - fill
- Spaced (un episodi: «Ends» (1999) - patinador
- The Golden Hour (un episodi: #1.4, 2005) - Clive
- Jericho (un episodi: «A Pair of Ragged Claws», 2005) - Albert Hall
- A Taste of My Life (un episodi: «Keith Allen», 2007) - ell mateix
- Joe's Palace (2007) - Jason
- Casualty 1907 (tres episodis: #1.1, #1.2 y #1.3, 2008) - Nobby Clark
- Coming Up (un episodi: «And Kill Them», 2008) - Adams
- Freefall (2009) - Ian
- Moving On (un episodi: «Rules of the Game», 2010) - Dave
- Accused (un episodi: «Helen's Story», 2010) - Michael Lang
- Game of Thrones (2011) - Theon Greyjoy
- SAS: Rogue Heroes (2022) - Jock Lewes